# Królestwo Kerma
Królestwo Kerma – starożytne królestwo powstałe w XXV wieku p.n.e. ze stolicą w Kermie w północno-wschodniej Afryce.
Historycy wyróżniają następujące fazy rozwoju kultury królestwa Kerma:
- wczesna: 2500 - 2050 p.n.e.
- środkowa: 2050 - 1750 p.n.e.
- klasyczna: 1750 - 1580 p.n.e.
- późna: 1580 - 1450 p.n.e.

Królestwo Kermy toczyło wojny z Egiptem, ostatecznie pokonane około 1500 p.n.e. przez wojska Totmesa I, co zakończyło 1000-letnią historię królestwa.